# Cologania
Cologania es un género de plantas con flores perteneciente a la familia Fabaceae. Es originario del norte y sur de América. Comprende 40 especies descritas y de estas, solo 12 aceptadas.

## Descripción
Son hierbas perennes; tallos procumbentes o erectos, frecuentemente volubles o trepadores, con pubescencia aplicada o patente, cáudices tuberiformes, frecuentemente alcanzando su máximo diámetro 20–25 cm bajo tierra. Folíolos 1 o 3 (5), lineares, lanceolados a ovados u oblongos, estipelas lineares o lanceoladas; estípulas lineares u ovadas, estriadas, persistentes. Inflorescencias de flores solitarias, fasciculadas o en racimos, axilares; cáliz tubular, giboso en la base, los 5 dientes menos de 1/3 de la longitud del cáliz, el par superior parcial o completamente unido, el inferior frecuentemente más largo; corola roja, violeta o morada, estandarte obovado, erecto, emarginado, los lados reflexos, alas oblicuamente oblongas, auriculadas, unguiculadas, quilla auriculada; estambres 10, diadelfos, el vexilar libre, anteras iguales o alternando con unas más pequeñas; ovario linear, pubescente, óvulos numerosos, estipitado, estilo ca 1/3 de la longitud del ovario, gradualmente incurvado o doblado en el ápice del ovario en un ángulo de 10–60 grados, glabro, estigma globoso; flores cleistógamas, comúnmente junto a, arriba o por abajo de las flores casmógamas, cáliz 5-partido, corola reducida o ausente, 1 o 2 estambres, estilo reflexo cerca a los estambres. Legumbres lineares o falcadas, comprimidas, dehiscencia elástica por medio de 2 valvas pilosas; semillas 6–12, lenticulares o cuadradas, comprimidas, estrofioladas, hilo oblongo.

## Taxonomía
El género fue descrito por Carl Sigismund Kunth y publicado en Mimoses 205,  1824.  La especie tipo es: Cologania angustifolia Kunth	
Etimología
La Cologania fue una de los millares de plantas recolectadas por Alexander von Humboldt y Aimé Bonpland en su viaje al Nuevo Mundo. En su escala en la isla de Tenerife, y en su proyectada subida al Pico del Teide, se hospedaron en la casa de Bernardo Cólogan y Fallon, en el Puerto de la Cruz, donde fueron objeto de grandes atenciones. Bernardo Cólogan era hermano de Juan Cólogan Fallon [1776-1846], quien residía en Leiscester Square, Londres. Juan Cólogan mantenía una estrecha relación con numerosos botánicos, naturalistas y hombres de ciencia de Londres a quienes les aportaba flores, plantas, semillas, y todo aquello que desde su Tenerife natal pudiera serles útil. Un tío paterno de éstos, Juan Cólogan Valois [1746-1799] era amigo de Josephs Banks a quien proveía de materiales similares.
A su regreso a Europa de América, Humboldt y Bonpland procedieron a la catalogación de todas las muestras recolectadas. Sin embargo, era tal la cantidad, que debieron contar con colaboradores. En este sentido, la planta fue posteriormente categorizada y bautizada por Carl Sigismund Kunth, discípulo de Humboldt. La etimología de la nueva planta quiso poner de manifiesto el agradecimiento a la hospitalidad que la familia Cólogan hubo siempre dispensado a todos los botánicos y naturalistas europeos que recalaron en la isla de Tenerife, durante los siglos XVII, XVIII y XIX.
La Cologania fue posteriormente incorporada en numerosos libros de botánica y diccionarios. Entre otros, destaca el Pocket Botanical Dictionary de sir Joseph Paxton, publicado en 1840 y en el cual colaboró el Dr. Lindley.

## Especies aceptadas
A continuación se brinda un listado de las especies del género Cologania aceptadas hasta julio de 2014, ordenadas alfabéticamente. Para cada una se indica el nombre binomial seguido del autor, abreviado según las convenciones y usos.	
- Cologania angustifolia Kunth
- Cologania biloba (Lindl.) G.Nicholson
- Cologania broussonetii (Balb.) DC.
- Cologania capitata Rose
- Cologania cordata McVaugh
- Cologania hintoniorum B.L.Turner
- Cologania hirta (M.Martens & Galeotti) Rose
- Cologania obovata Schltdl.
- Cologania pallida Rose
- Cologania parviflora V.M. Badillo
- Cologania procumbens Kunth
- Cologania racemosa (Robinson) Rose